# Parenté chez les Aborigènes d'Australie
La parenté chez les Aborigènes d'Australie repose sur un ensemble de systèmes légaux et coutumiers régissant les interactions sociales, en particulier le mariage, dans les cultures aborigènes traditionnelles d'Australie. Il s'agit d'un élément présent dans chaque groupe aborigène en Australie.

## Systèmes des sous-sections
Le système des sous-sections est une structure sociale unique qui divise les sociétés aborigènes d'Australie en un nombre de groupes, chacun combinant un ensemble particulier de membres d'une famille. Dans l'anglais vernaculaire des Aborigènes du centre de l'Australie, les sous-sections sont appelées « skins ». Chaque sous-section reçoit un nom qui peut être utilisé pour faire référence aux membres individuels de ce groupe. L'appartenance à un skin est transmise par les parents aux enfants.
Le nom des groupes peut varier. Il y a des systèmes avec deux sous-groupes (appelés moitiés ou en anglais moieties en études des liens de parenté), des systèmes à quatre sous-groupes, voire six ou huit. Certains groupes de langues l'étendent en ayant des formes masculines et féminines distinctes, donnant jusqu'à seize différents noms de skin, par exemple en warlpiri et en pintupi. Tandis que l'appartenance à un skin est idéalement basée sur un lien de sang, le système des sous-sections chez les Aborigènes d'Australie est « classificatoire », ce qui signifie que des personnes qui ne sont pas des relations par le sang sont assignées à une sous-section. Ce système est universel, ce qui signifie que chaque membre de la société y est intégré.
Les systèmes de sous-sections sont présents dans les sociétés aborigènes du nord, du centre et de l'ouest de l'Australie. Sur la base d'une analyse détaillée et de la comparaison des différents systèmes de sous-section et de la terminologie, et en particulier les préfixes apparents /j-/ pour les hommes et /n-/ pour les femmes, il s'agirait d'une innovation sociale provenant de la région de Daly River dans le Territoire du Nord et qui s'est ensuite rapidement répandue vers le sud à d'autres groupes.

### Systèmes à deux groupes

#### Yolngu
La peuple yolŋu, au nord-est de la terre d'Arnhem, se décompose suivant deux grandes descendances : les Dhuwa et les Yirritja. Chaque famille est représentée par les membres de différentes tribus, ayant chacun un territoire, une langue, des totems et des philosophies différents.
| Descendance | Clans associés                                                                                              |
| ----------- | --- |
| Yirritja    | Gumatj, Gupapuyngu, Wangurri, Ritharrngu, Mangalili, Munyuku, Madarrpa, Warramiri, Dhalwangu, Liyalanmirri. |
| Dhuwa       | Rirratjingu, Galpu, Djambarrpuyngu, Golumala, Marrakulu, Marrangu, Djapu, Datiwuy, Ngaymil, Djarrwark.      |

Les poissons, les pierres, rivières et mer appartiennent à chacune de ces moitiés. Les choses qui ne sont pas Dhuwa et Yirritja sont appelées wakinŋu. Les Yolŋu  ont aussi un système de parenté avec huit sous-sections, quatre Dhuwa et quatre Yirritja qui créent des moitiés.

### Systèmes à quatre groupes

#### Gamilaraay
Les gamilaraay de Nouvelle-Galles du Sud ont un système en quatre sections.
| Moeity    | Nom de section (féminin) | Maris (masculin) | Enfants          |
| --------- | ------------------------ | ---------------- | ---------------- |
| Wudhurruu | Gabudhaa                 | Yibaay           | Marrii, Maadhaa  |
| Wudhurruu | Maadhaa                  | Gambuu           | Gabii, Gabudhaa  |
| Yangu(r)u | Buudhaa                  | Marrii           | Yibaay, Yibadhaa |
| Yangu(r)u | Yibadhaa                 | Gabii            | Gambu, Buudhaa   |

#### Martuthunira

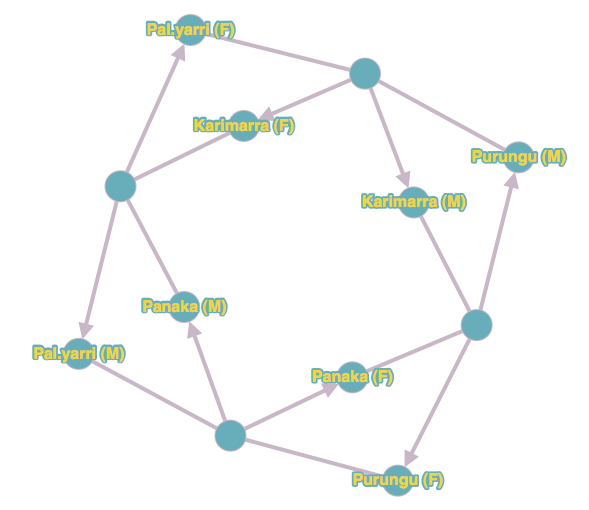
Graphe résumant les relations de parenté chez les Martuthunira. Les nœuds non-nommés représentent un type de mariage et sont reliés aux sections des époux par des arêtes simples et à celles des enfants par des flèches.

Les martuthunira de la région de Pilbara de l'Australie-Occidentale ont un système à quatre sections.
| Nom de section (féminin)                                                                                | Maris (masculin) | Enfants   |
| --- | ---------------- | --------- |
| Karimarra                                                                                               | Panaka           | Pal.yarri |
| Panaka                                                                                                  | Karimarra        | Purungu   |
| Pal.yarri                                                                                               | Purungu          | Karimarra |
| Purungu                                                                                                 | Pal.yarri        | Panaka    |
| L'écriture l.y indique que les lettres représentent deux phonèmes distincts et ne sont pas un digraphe. |                  |           |

Des systèmes similaires sont présents dans la plupart des langues de la région du Pilbara, en dépit de quelques variations dans les formes des noms. Par exemple, les locuteurs du ngarla utilisent Milangka là ou les locuteurs du martuthunira utilisent Pal.yarri.

#### Alyawarra
Le groupe des langues alyawarre en Australie centrale a aussi un système à quatre sections mais utilise des termes différents du martuthunira.
| Nom de section (féminin) | Maris (masculin) | Enfants    |
| ------------------------ | ---------------- | ---------- |
| Kngwarriya               | Upurla           | Kimarra    |
| Upurla                   | Kngwarriya       | Pitjarra   |
| Pitjarra                 | Kimarra          | Upurla     |
| Kimarra                  | Pitjarra         | Kngwarriya |

### Systèmes à huit groupes

#### Lardil
Le lardil de l'île Mornington dans le golfe de Carpentarie compte huit sous-sections, chacune ayant son propre totem :
| Sous-sections  | Totems                                  | Peut se marier seulement aux sous-sections : | Les enfants seront : |
| -------------- | --------------------------------------- | -------------------------------------------- | -------------------- |
| Balyarriny     | Requin tigre noir, tortue de mer        | Kamarrangi                                   | Buranyi              |
| Bangariny      | Requin gris de récif, tortue            | Yakimarr                                     | Ngarrijbalangi       |
| Buranyi        | Crâne, eau salée, tortue endormie       | Kangal                                       | Balyarriny           |
| Burrarangi     | Éclair, mer démontée dingo noir         | Ngarrijbalangi                               | Kamarrangi           |
| Kamarrangi     | Rocher, pélican, brolga, dingo roux     | Balyarriny                                   | Burrarangi           |
| Kangal         | Barramundi, requin gris                 | Buranyi                                      | Yakimarr             |
| Ngarrijbalangi | Coucou bleuté, étoile filante, aigrette | Burrarangi                                   | Bangariny            |
| Yakimarr       | Mouette, barramundi, requin gris        | Bangariny                                    | Kangal               |

Chaque Lardil appartient à l'un de ces groupes. La section à laquelle leur grand-père appartenait détermine la leur ; par conséquent une femme ou un homme Balyarriny ont un grand-père Balyarriny. Les membres de chaque groupe ne peuvent épouser que les membres d'un autre groupe précis.
Une fois que le groupe d'appartenance d'une personne est déterminé, sa relation avec les autres Lardils peut être déterminée. Ainsi un Ngarrijbalangi est un « père » pour un Bangariny, un « beau-père » pour un Yakimarr et un « fils » pour un autre Bangariny, soit dans le sens social, soit par la lignée.
La mécanique des liens de parenté chez les Lardil signifie que les générations mâles forment un cycle allant de l'avant puis en arrière entre deux sous-sections. Ngarrijbalangi est « père » pour un Bangariny et Bangariny est « père » pour un Ngarrijbalangi, de même pour les trois autres paires d'une sous-section. Les générations de femmes, toutefois, forment un cycle entre quatre sous-sections avant de revenir au point de départ. Cela signifie qu'une femme appartient à la même sous-section que son arrière-arrière-grand-mère.

#### Pintupi

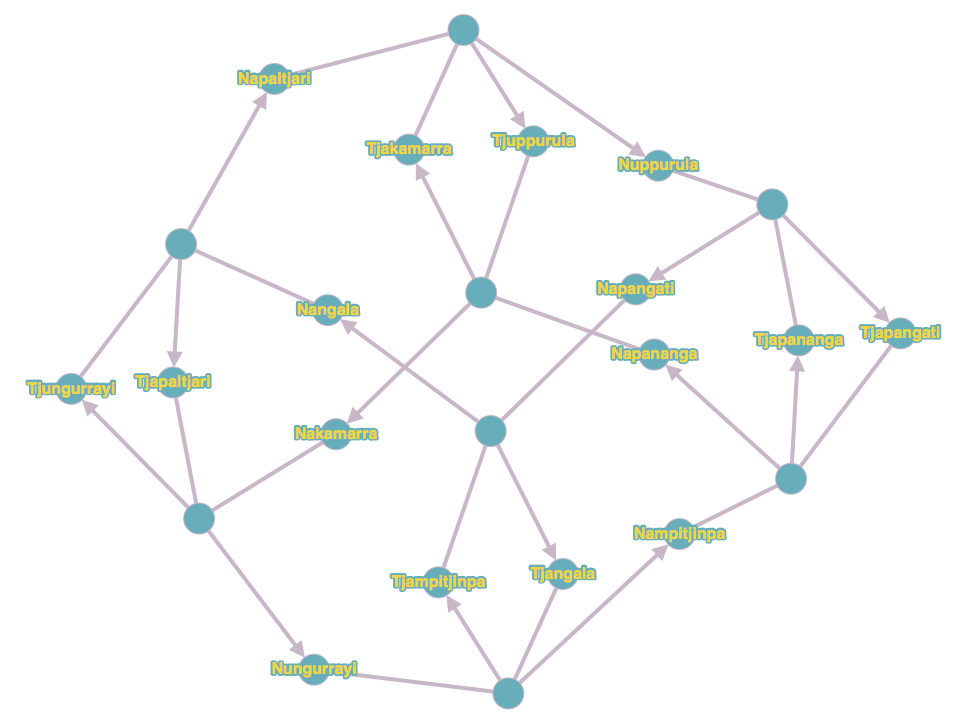
Graphe résumant les relations de parenté chez les Pintupi et les Warlpiri. Les nœuds sans nom correspondent à un mariage autorisé : ils sont reliés aux classes des membres du couple par une arête simple. Les classes des enfants issus des mariages sont indiqués par une flèche.

Le pintupi du désert occidental a un système à huit sections, rendu complexe par des formes distinctes pour les sous-sections masculines et féminines : le masculin commençant par Tj et le féminin par N. Le système des Warlpiri (en) est presque identique:
| Genre    | Nom de sous-section | Préférences pour un premier mariage : | Les enfants seront :      |
| -------- | ------------------- | ------------------------------------- | ------------------------- |
| Masculin | Tjapaltjarri        | Nakamarra                             | Tjungurrayi, Nungurrayi   |
| Féminin  | Napaltjarri         | Tjakamarra                            | Tjupurrula, Napurrula     |
| Masculin | Tjapangati          | Nampitjinpa                           | Tjapanangka, Napanangka   |
| Féminin  | Napangati           | Tjampitjinpa                          | Tjangala, Nangala         |
| Masculin | Tjakamarra          | Napaltjarri                           | Tjupurrula, Napurrula     |
| Féminin  | Nakamarra           | Tjapaltjarri                          | Tjungurrayi, Nungurrayi   |
| Masculin | Tjampitjinpa        | Napangati                             | Tjangala, Nangala         |
| Féminin  | Nampitjinpa         | Tjapangati                            | Tjapanangka, Napanangka   |
| Masculin | Tjapanangka         | Napurrula                             | Tjapangati, Napangati     |
| Féminin  | Napanangka          | Tjupurrula                            | Tjakamarra, Nakamarra     |
| Masculin | Tjungurrayi         | Nangala                               | Tjapaltjarri, Napaltjarri |
| Féminin  | Nungurrayi          | Tjangala                              | Tjampitjinpa, Nampitjinpa |
| Masculin | Tjupurrula          | Napanangka                            | Tjakamarra, Nakamarra     |
| Féminin  | Napurrula           | Tjapanangka                           | Tjapangati, Napangati     |
| Masculin | Tjangala            | Nungurrayi                            | Tjampitjinpa, Nampitjinpa |
| Féminin  | Nangala             | Tjungurrayi                           | Tjapaltjarri, Napaltjarri |

#### Kunwinjku
Le gunwinggu de l'ouest de la terre d'Arnhem a un système similaire : le masculin se forme en commençant par na- et le féminin se forme en commençant par ngal- :
| Genre    | Nom de sous-section | Préférence pour un premier mariage : | Préférence pour un deuxième mariage : | Les enfants du premier mariage seront : | Les enfants du deuxième mariage seront : |
| -------- | ------------------- | ------------------------------------ | ------------------------------------- | --------------------------------------- | ---------------------------------------- |
| Masculin | Nabulanj            | Ngalwakadj                           | Ngalkangila                           | Nabangardi, Ngalbangardi                | Nakodjok, Ngalkodjok                     |
| Féminin  | Ngalbulanj          | Nawakadj                             | Nakangila                             | Nawamud, Ngalwamud                      | Nawamud, Ngalwamud                       |
| Masculin | Nangarridj          | Ngalkangila                          | Ngalwakadj                            | Nakodjok, Ngalkodjok                    | Nabangardi Ngalbangardi                  |
| Féminin  | Ngalgarridj         | Nakangila                            | Nawakadj                              | Nakamarrang, Ngalkamarrang              | Nakamarrang, Ngalkamarrang               |
| Masculin | Nakamarrang         | Ngalkodjok                           | Ngalbangardi                          | Nawakadj, Ngalwakadj                    | Nakangila Ngalkangila                    |
| Féminin  | Ngalkamarrang       | Nakodjok                             | Nabangardi                            | Nabulanj, Ngalbulanj                    | Nabulanj, Ngalbulanj                     |
| Masculin | Nawamud             | Ngalbangardi                         | Ngalkodjok                            | Nakangila, Ngalkangila                  | Nawakadj, Ngalwakadj                     |
| Féminin  | Ngalwamud           | Nabangardi                           | Nakodjok                              | Nangarridj, Ngalgarridj                 | Nangarridj, Ngalgarridj                  |
| Masculin | Nawakadj            | Ngabulanj                            | Ngalgarridj                           | Nawamud, Ngalwamud                      | Nakamarrang, Ngalkamarrang               |
| Féminin  | Ngalwakadj          | Nabulanj                             | Nangarridj                            | Nabangardi, Ngalbangardi                | Nabangardi, Ngalbangardi                 |
| Masculin | Nakangila           | Ngalgarridj                          | Ngalbulanj                            | Nakamarrang, Ngalkammarang              | Nawamud, Ngalwamud                       |
| Féminin  | Ngalkangila         | Nangarridj                           | Nabulanj                              | Nakodjok, Ngalkodjok                    | Nakodjok, Ngalkodjok                     |
| Masculin | Nakodjok            | Ngalkamarrang                        | Ngalwamud                             | Nabulanj, Ngalbulanj                    | Nangarridj, Ngalgarridj                  |
| Féminin  | Ngalkodjok          | Nakamarrang                          | Nawamud                               | Nawakadj, Ngalwakadj                    | Nawakadj, Ngalwakadj                     |
| Masculin | Nabangardi          | Ngalwamud                            | Ngalkamarrang                         | Nangarridj, Ngalgarridj                 | Nabulanj, Ngalbulanj                     |
| Féminin  | Ngalbangardi        | Nawamud                              | Nakamarrang                           | Nakangila, Ngalkangila                  | Nakangila, Ngalkangila                   |

Chaque personne est ainsi identifiée par sa lignée patrilinéaire et matrilinéaire, par la sous-section de son père et de sa mère.

### Extension du système aux personnes non membres du groupe familial
Les étrangers ayant d'importantes interactions avec un groupe peuvent obtenir un skin qui sera généralement basé sur les personnes avec lesquelles elles ont interagi et le type d'interaction.

## Terminologie de la parenté en anglais aborigène
La variété de l’anglais parlé par les Aborigènes d'Australie emploie les termes de parenté de la même façon que leurs équivalents dans les langues aborigènes d'Australie, ainsi :
- Aunty et  uncle (« tante » et « oncle ») sont des termes utilisés pour s'adresser aux personnes plus âgées avec lesquels le locuteur n'est pas nécessairement lié.
- Brother et sister est utilisé de manière plus générale pour faire référence aux enfants de la sœur de la mère ou du frère du père de quelqu'un (donc, des cousins), comme dans beaucoup de langues aborigènes.
- Cousin-brother et cousin-sister sont souvent utilisés pour désigner les enfants de la sœur de la mère ou du frère du père de quelqu'un (donc, des cousins).
- Cousin fait référence aux enfants de la sœur du père de quelqu'un ou du frère de la mère de quelqu'un, mais peut également être étendu aux personnes liées d'une quelconque manière et de la même génération, par exemple de personne ayant les mêmes arrière-grands-parents, ce qui serait un cousin au second degré en termes aborigène.
- Dans le sud-est du Queensland, daughter est utilisé pour faire référence à une femme de la génération des grands-parents d'une personne. Cela est dû à la nature cyclique des systèmes de parentés traditionnels et du système de miroir dans les langues australiennes.
- Father et mother inclut tous les membres d'une famille de la génération des parents, tels que les oncles et tantes ainsi que leurs cousins et leurs beaux-frères ou belles-sœurs.
- Grandfather et grandmother peut faire référence à toutes les personnes de la génération des grands-parents. Grandfather peut également être utilisé pour tout homme âgé respecté à qui le locuteur n’est pas lié.
- Poison fait référence à une relation qu'une personne est obligé d'éviter, cf. langue d'évitement.
- Le terme second ou little bit en Australie du nord, est utilisé avec un membre distant de la famille qui est décrit en utilisant un terme de parenté proche. Par exemple, le second father de quelqu'un ou le little bit father est un homme de la génération de cette même personne qui n’est pas lié de manière proche au locuteur. Généralement, avoir une second mother signifie qu'une femme de la même génération que la mère d'une personne se comporte comme une mère et serait susceptible de s'occuper de cette personne si quelque chose arrivait aux parents de cette personne. Ces termes s'opposent à close, near ou true.
- Un skin ou skin group est une section déterminée par la skin (peau) des parents d'une personne et détermine qui elle peut épouser.
- Son peut faire référence à tous les hommes de la génération suivante, tels que les neveux, de la même façon que daughter peut faire référence à toutes les femmes de la génération suivante, dont les nièces.